# 099 central
099 central è una telenovela argentina diretta da Jorge Nisco e Sebastián Pivotto nel 2002. La produzione è a cura di Pol-ka Producciones e Artear. Viene trasmessa dall'8 aprile 2002 al 6 dicembre 2002 su Canal 13.
In Italia viene trasmessa dal 23 novembre 2011 su Lady Channel fino al maggio successivo, all'interno della rubrica "Lady en español" con lingua originale senza doppiaggio.
La telenovela è ambientata in un distretto di polizia (il distretto 099 central appunto) e ruota intorno alle vicende dei poliziotti e ai casi che devono risolvere.

## Trama
Il protagonista, Tomás Ledesma, è il capo delle operazioni del gruppo sotto l'attenta visione del commissario Rubén Castro. Tomás è un uomo giusto, appassionato di gare motociclistiche, che lotta per la giustizia. All'inizio della novela Franco, suo fratello ed ex membro dei servizi segreti, e sua moglie Patricia, dottoressa, tornano a Buenos Aires. Patricia in realtà è l'ex fidanzata di Tomás e il ragazzo è ancora legato a lei, considerandola il suo amore impossibile. Ciò che non sanno i due ex innamorati è che dovranno lavorare insieme, poiché Patricia è stata assunta come medico legale proprio nello stesso gruppo di polizia.
Franco è un uomo malato: estremamente geloso e paranoico, nasconde un lato oscuro e sinistro; ex poliziotto, gode di una buona posizione economica grazie ad affari illegali e ha un rapporto particolare di odio-amore con il fratello, poiché è geloso della relazione di sua moglie Patricia con lui e anche perché Tomàs ha sempre ottenuto ciò che voleva, compreso tutto l'amore dei suoi genitori. Tomás uomo affascinante e riservato, forte e sensibile la cui vita custodisce un terribile segreto che egli stesso ignora e di cui verrà a conoscenza nel corso degli eventi: fu rapito quando aveva 2 anni da un commando in piena dittatura militare, capitanato proprio da Franco colui che credeva essere suo fratello ma che è in realtà l'assassino dei suoi veri genitori e l'artefice del suo rapimento; lo stesso Franco lo portò poi a vivere con la sua famiglia.
Dall'altro lato Patricia grazie all'incarico di medico legale che ha ottenuto presso la divisione paramedica del distretto di polizia "099 central", riesce a riavvicinarsi all'unico grande amore della sua vita (Tomás) e aiutandolo a ritrovare la sua vera identità, scoprirà quanto suo marito Franco sia un uomo malvagio e spietato.
Tra gli agenti di sesso femminile troviamo una giovane e avvenente poliziotta: Laura Copioli, ex fidanzata di Federico Falcone e appena trasferita al distretto 099 central. Il suo arrivo al distretto porterà profondi e radicali cambiamenti.
Tomàs e Laura si conoscono e si sentono attratti l'uno dall'altra, da questa attrazione nascerà un sentimento forte anche se il ragazzo vive sempre con il fantasma del suo vecchio amore Patricia, sua cognata. Un amore irraggiungibile, un amore per il quale ha sofferto e soffre ancora in silenzio. L'attrazione e l'amore di Tomás per Patricia saranno infatti un ostacolo costante nel rapporto con Laura.

## Personaggi e interpreti
- Tomás Ledesma, interpretato da Facundo Arana; è un poliziotto onesto. A due anni è stato rapito durante la dittatura militare in Argentina. Vive un amore impossibile e tormentato con sua cognata fino a quando incontra Laura Copioli, una donna forte e diffidente verso tutto ciò che riguarda l'amore. Sarà proprio quest'ultima a conquistare il cuore del passionale poliziotto il quale è deciso a passare il resto della sua vita a fianco della bella Nancy Duplàa.[5]
- Laura Copioli, interpretata da Nancy Dupláa; ex membro del gruppo 22. Laura è innamorata di Tomas.[5]
- Patricia Franchese, interpretata da Paola Krum; moglie di Franco anche se innamorata di Tomas. Muore a causa di un colpo di pistola.[5]
- Franco Ledesma, interpretato da Luis Luque; marito di Patricia e fratello di Tomas. Era un poliziotto, ora in pensione.[5]
- Popeye Gonzalez, interpretato da Juan Darthés; padre di Agostino. Ha avuto una relazione con Sandra.[5]

## Premi e riconoscimenti
- 2002 - Premio Clarín
  - Vinto - Attrice televisiva a Julieta Díaz.[6][7]
  - Nomination - Attrice televisiva a Nancy Dupláa.[6]
  - Nomination - Miglior fiction.[6]
  - Nomination - Rivelazione femminile a Eugenia Tobal.[6]
  - Nomination - Rivelazione maschile a Joaquín Furriel.[6]
- 2002 - Premio Martín Fierro
  - Vinto - Miglior telenovela.[8][9]
  - Vinto - Attrice protagonista di una telenovela a Nancy Dupláa.[9]
  - Vinto - Attore protagonista di una telenovela a Facundo Arana.[8][9]
  - Vinto - Miglior attrice di reparto a Julieta Díaz.[8][9]
  - Nomination - Attore di reparto a Luis Luque.[8][9]
  - Nomination - Miglior regista a Jorge Nisco e Sebastián Pivotto.[8][9]
  - Nomination - Miglior produzione integrale.[8][9]
  - Nomination - Attore di reparto a Juan Darthés.[8][9]

## Accoglienza
Secondo la giornalista del quotidiano argentino La Nación, Miriam Molero la telenovela è "molto buona". La stessa Molero ha comparato questo serial al precedente dello stesso canale chiamato 22, el loco. Alla prima TV della serie ha ottenuto 26.5 punti di rating con picchi di 30.5.
A confermare il buon successo della serie sono state le nove candidature al Premio Martín Fierro nel 2002.

## Distribuzioni internazionali
| Paese    | Canale/i     |
| -------- | ------------ |
| Italia   | Lady Channel |
| Israele  |              |
| Uruguay  | Cablevisión  |
| Paraguay | Cablevisión  |
| Ecuador  | Canal 16     |